# Mentider
El mentider és un joc de cartes que es pot jugar amb la baralla francesa o espanyola. L'objectiu és quedar-se sense cartes. És un joc d'atzar baix, perquè el que hi importa és la memoria i que no t'enredin fàcilment, qualitats que es necessiten també en altres jocs de cartes com el Pòquer.
Es reparteixen equitativament totes les cartes. Cada jugador, en el seu torn, diu que el que té a la mà (que pot ser veritat o mentida), per exemple "dos sisos" per dir que té una parella de sisos. Col·loca les cartes el centre sense mostrar-les.
El jugador que segueix ha de decidir si s'ho creu, augmentant la quantitat (posant un sis o més en l'exemple)i passant el torn o no. Si no s'ho creu aixeca les cartes: si l'altre ha mentit es queda tot el que hagi damunt la taula, si era cert, se les queda qui ha aixecat.
Sovint, també, s'utilitza l'as com a comodí, o si es juga amb alguna baralla de cartes que tingui el joquer, normalment el joquer és el comodí. Com la majoria de jocs de cartes tenen versions diferents, depenent de la contrada on es jugui.